# 얀 사우데크

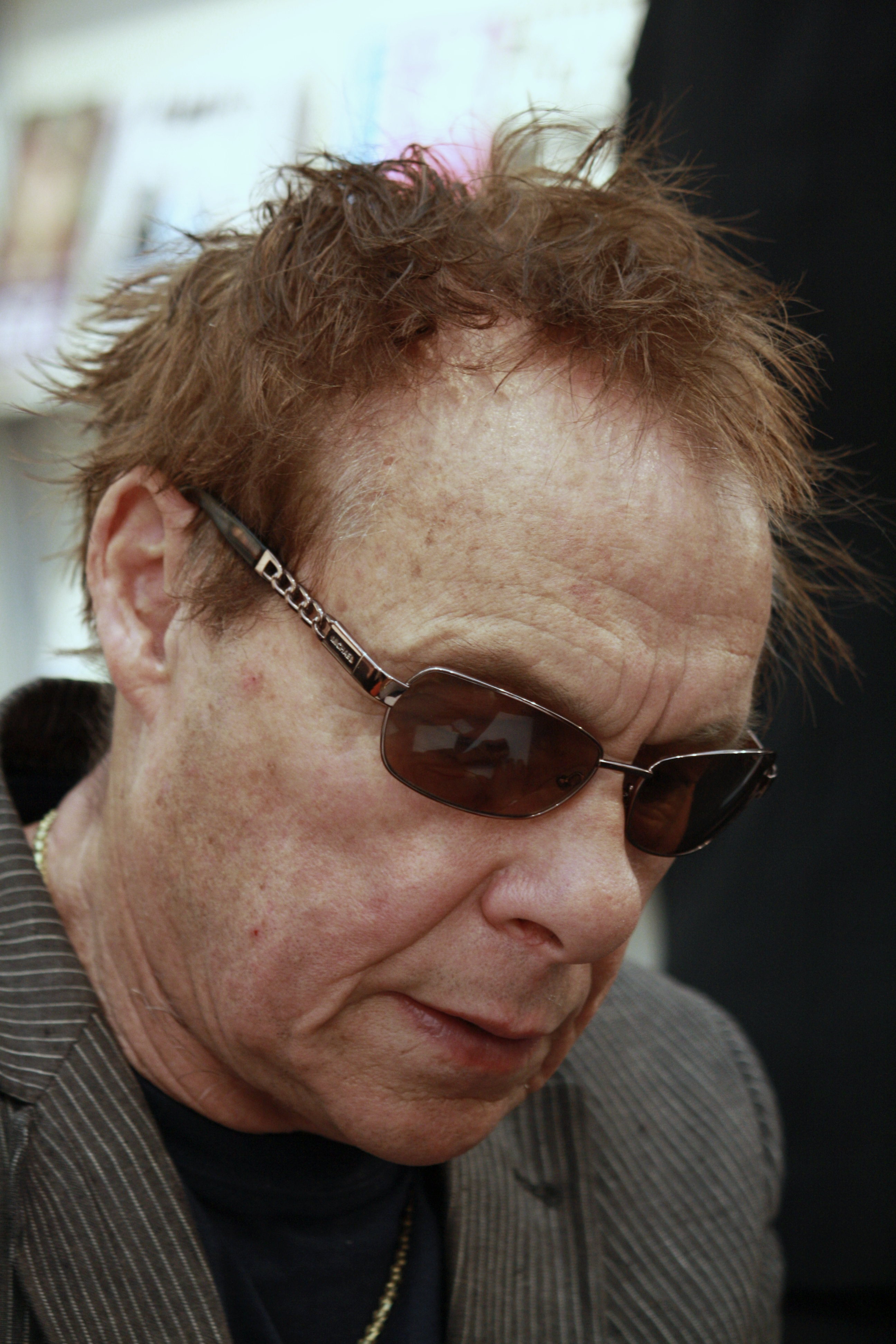
2010년 모습

얀 사우데크(Jan Saudek, 1935년 5월 13일 ~ )는 예술사진 작가이자 화가이다.
얀 사우데크의 예술 작품은 사진과 회화를 결합한 독특한 기법을 보여준다. 그의 모국인 체코슬로바키아에서 얀은 혼란스러운 예술가로 간주되어 당국에 의해 탄압을 받았다. 그의 예술은 출판사 타셴(Taschen)과의 협력 덕분에 1990년대에 더욱 두각을 나타냈다.
2000년대 사우덱은 결혼 분쟁으로 네거티브 사진을 모두 잃어버렸고, 이제 그의 사진은 인터넷에 무료로 공개되고 있다. 얀은 그 물건이 자신에게서 도난당했다고 주장한다.
얀은 다른 예술가들이 재촬영하고 복사한 많은 "미장센"의 작가이다. 벌거벗은 갓 태어난 아기를 다정하게 안고 있는 벌거벗은 남자의 상투적인 모습은 수없이 재현되어 졸업사진을 찍는 구도만큼이나 흔한 사진이 되었다.
공산주의 체코슬로바키아에서 생활하는 동안 얀은 전체주의 정권에 의해 포르노 작가라는 낙인이 찍혔다.
그는 지하실의 유일한 방을 작업실로 사용하여 가난하게 살았다. 허물어진 벽과 뒷마당을 엿볼 수 있는 창문은 그의 환상과 다양한 크기와 출신의 모델들과의 협업의 증인이 되었다.

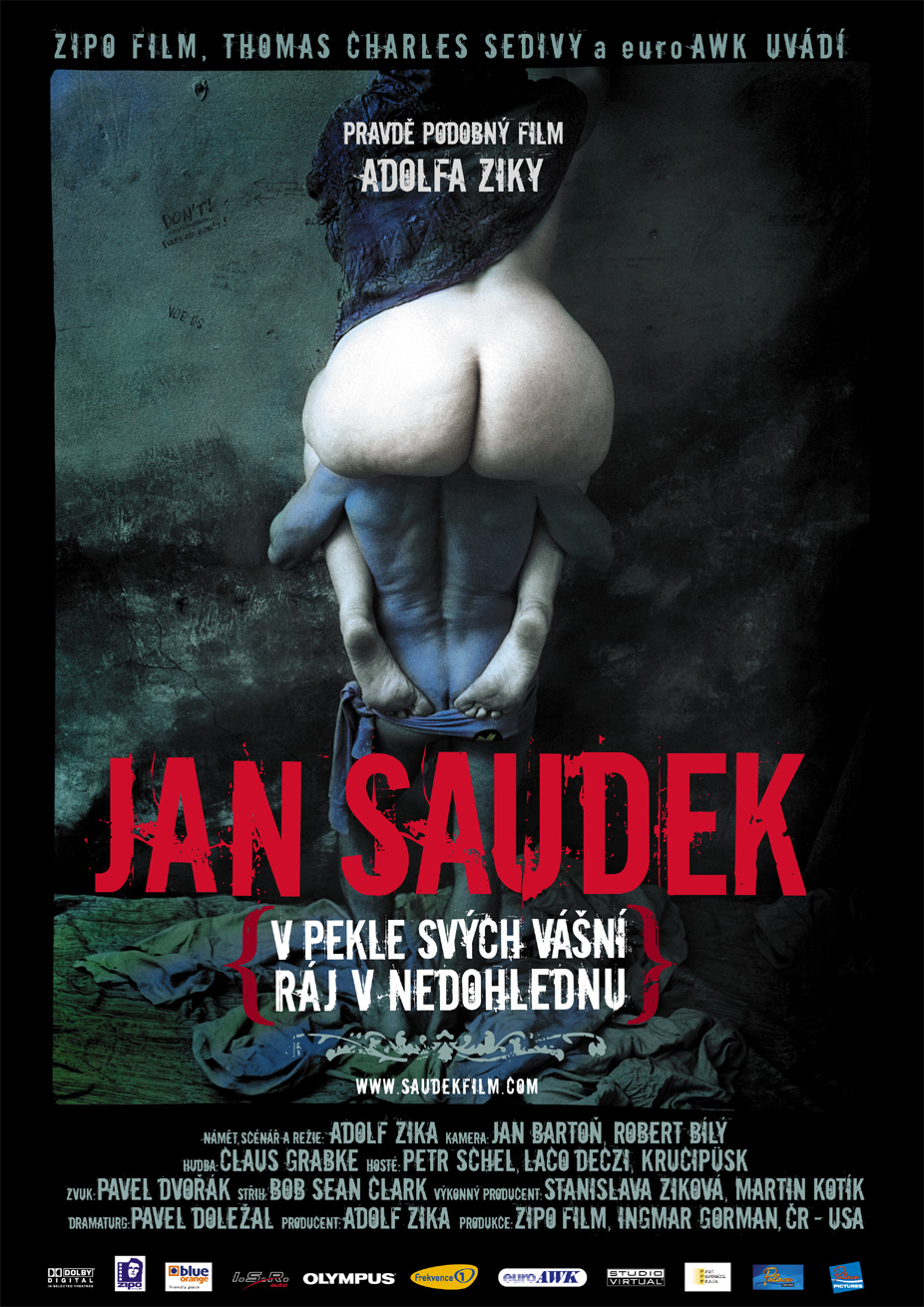
아돌프 지카의 한 영화 포스터. Jan Saudek: Bound by Passion (2008)